# Rosyth
Rosyth (gälisch: Ros Saoithe) ist eine Ortschaft am Firth of Forth an Schottlands Ostküste, 1,6 km  südlich von Dunfermline, Fife, und etwa 19 km nordwestlich von Edinburgh. Es gehört zum schottischen Verwaltungsbezirk Dunfermline and West Fife. Der Hafen bot bis Ende 2011 die einzige direkte Fährverbindung von Schottland zum europäischen Festland; der Ankunftshafen war Zeebrügge. Die Betreibergesellschaft Norfolkline/DFDS Seaways hat die Linie eingestellt.

## Marine
Die Gegend ist vor allem für ihre große Werft bekannt, welche bereits 1909 erbaut wurde. Die Ortschaft selbst wurde als Gartenstadt angelegt und sollte zunächst die Bau- und Werftarbeiter beherbergen. Die Werft ist heute etwa fünf Quadratkilometer groß, ein großer Teil dieser Fläche wurde während des Baus durch Landgewinnung erzeugt. Die Marinebasis Rosyth wurde 1994 geschlossen, weswegen keine Schiffe der Royal Navy mehr in Rosyth stationiert sind. Die dazugehörige Werft wurde als erste Werft der Royal Navy überhaupt 1997 privatisiert und von der Babcock International Group gekauft. Rosyth ist jedoch weiterhin die primäre Werft für Wartungs-, Reparatur- und Modernisierungsarbeiten der britischen Flotte. Zudem ist geplant, hier die Endfertigung der neuen Flugzeugträger der Queen-Elizabeth-Klasse durchzuführen.
Im Januar 2007 bestätigte das Verteidigungsministerium, dass es Überlegungen gäbe, die Marinebasis Portsmouth aufgrund der Verkleinerung der Flotte zu schließen und stattdessen den Stützpunkt Rosyth als kostengünstigere Alternative wiederzueröffnen. Im Juli 2007 teilte das Verteidigungsministerium jedoch mit, dass diese Pläne nicht weiter verfolgt werden.
Zu Beginn des Ersten Weltkrieges war auf der Marinebasis in Rosyth der deutsche Spion Carl Hans Lody aktiv.